# یواس‌اس چاهلیس (ای‌اوجی-۴۸)
یواس‌اس چاهلیس (ای‌اوجی-۴۸) (به انگلیسی: USS Chehalis (AOG-48)) یک کشتی بود که طول آن ۳۱۰ فوت ۹ اینچ (۹۴٫۷۲ متر) بود. این کشتی در سال ۱۹۴۴ ساخته شد.